# Akira Honma
Akira Honma (本間 アキラ Honma Akira?,  Tottori, Prefectura de Tottori, Japón, 17 de agosto) es una dibujante japonesa, conocida principalmente por su obras de género yaoi. Actualmente no se sabe donde reside.

## Obras
- Sabakareshi Mono (2003)
- The Judged (2003)
- Saigo no Shouzou (2005)[3]
- Ai ga Kami o Korosu Toki (2006)
- Usagi Otoko, Tora Otoko (2008)[4]
- Zodiac Boys (2011)
- Umi no Juunin to wa Koi wa Shinai (2011)
- Bouzu Kawai ya Kesa Made Itoshi (2011)
- Be Monster (2017)